# Antun Pejić
Antun Pejić je hrvatski književnik iz Bačke u Vojvodini. Pisao je prozu.
Stvarateljstvo mu je u prvim poratnim godinama u klasičnim, tradicionalno-realističkim okvirima. 
Piše o tematici i problematici iz društvenog i obiteljskog života bačkih Bunjevaca i Šokaca, na ponekim mjestima s istaknutom vjerskom inspiracijom.
Jedan je od pisaca proze koji su ranije pošli tragom socijalne literature.
Opredijelio se za teme rata i poraća, interpretira svoje ratne dogodovštine i poratna zbivanja.
Svojim djelima je ušao u antologiju proze bunjevačkih Hrvata iz 1971., sastavljača Geze Kikića, u izdanju Matice hrvatske.

## Vanjske poveznice
- Antologija proze bunjevačkih Hrvata  Arhivirana inačica izvorne stranice od 15. travnja 2008. (Wayback Machine)